# Roscoe (Missouri)
Pour les articles homonymes, voir Roscoe.
Roscoe est un village situé au centre du comté de Saint Clair, dans le Missouri, aux États-Unis,. Il est incorporé en 1869.

## Démographie
Lors du recensement de 2010, le village comptait une population de 124 habitants. Elle est estimée, en 2016, à 119 habitants.

### Source de la traduction
- (en) Cet article est partiellement ou en totalité issu de l’article de Wikipédia en anglais intitulé « Roscoe, Missouri » (voir la liste des auteurs).